# Джамбел Лодой
Джамбел Лодой (в миру — Апыш-оол Шууракаевич Сат; 21 августа 1975 — 23 июня 2020) — российский религиозный деятель, Верховный лама (Камбы-лама) Тывы (2005—2010, 2019—2020).

## Биография
Родился 21 августа 1975 года в селе Хондергей Дзун-Хемчикского района Тувинской АССР.
В апреле 1992 года поступил на учебу в Гандан Пунцоглинг (дхарма-центр города Кызыл). С 1993 по 1996 годы был хуураком в Санкт-Петербургском буддийском храме «Дацан Гунзэчойнэй». С 1996 года по 2005 год продолжил образование в Индии в буддийском монастыре Дрепунг Гоманг.
В 2005 году избран на пост Камбы-ламы Тывы. Он стал 4-м иерархом тывинской буддийской церкви. Ушел с этого поста в 2010 году. С 2010 по 2019 годы был помощником Ширээти-ламы буддийского храма Устуу-Хурээ в Дзун-Хемчикском кожууне. 29 ноября 2019 года на собрании буддийского духовенства подавляющим числом голосов избран 8-м Камбы-ламой Тывы.
В начале июня 2020 года был госпитализирован в Кызыле с коронавирусной инфекцией и скончался от неё 23 июня.

## Награды
- звание «Почётный гражданин Республики Тыва»[5][6];
- памятная юбилейная медаль «В ознаменование 100-летия единения России и Тувы и 100-летия основания г. Кызыла».